# 心叶石蚕
心叶石蚕（学名：Cardioteucris cordifolia）为唇形科心叶石蚕属下的一个种。